# Tachytrechus fumipennis
Tachytrechus fumipennis är en tvåvingeart som först beskrevs av Van Duzee 1924.  Tachytrechus fumipennis ingår i släktet Tachytrechus och familjen styltflugor. Inga underarter finns listade i Catalogue of Life.